# 정소동
정소동(程小東, 1952년 10월 30일)은 중국의 영화 감독이다. 아버지는 영화계 종사자인 정강. 남동생은 정소룡. 부인. 슬하에 1녀가 있다. 영화 감독으로는 1982년 생사결로 데뷔하였다.

## 참여 및 연출 작품

### 감독
- 1987년
  - 《천녀유혼》

- 1990년
  - 《천녀유혼 2 : 인간도》

- 1991년
  - 《천녀유혼 3 : 도도도》
  - 《동방불패》

- 1992년
  - 《동방불패 2 : 풍운재기》

영화 추남자에서 임청하의 역이 정소동이었다.